# Solar (Taeyang-album)
A Solar Taeyang dél-koreai énekes első nagylemeze, melyet 2010. július 1-jén jelentetett meg a YG Entertainment. Az albumnak Deluxe és International verziója is megjelent, az I'll Be There kislemezhez pedig angol nyelvű klipet is forgattak. A 2010-es Mnet Asian Music Awards-on elnyerte a legjobb férfi előadó díját az albummal.

## Számlista
| Sztenderd | Sztenderd                                                                                 | Sztenderd                                                  | Sztenderd            | Sztenderd            | Sztenderd | Sztenderd | Sztenderd | Sztenderd | Sztenderd |
| #         | Cím                                                                                       | Dalszöveg                                                  | Zene                 | Arrangement          | Hossz     |           |           |           |           |
| --------- | ----------------------------------------------------------------------------------------- | ---------------------------------------------------------- | -------------------- | -------------------- | --------- | --------- | --------- | --------- | --------- |
| 1.        | Solar (Intro)                                                                             | Choice37                                                   | Choice37, Taeyang    | Choice37             | 1:01      |           |           |           |           |
| 2.        | Superstar                                                                                 | Teddy                                                      | Teddy                |                      | 3:11      |           |           |           |           |
| 3.        | I Need a Girl (feat. G-Dragon)                                                            | Cson Gun (Jeon Goon), Cshö Gapvon (Choi Gap-Won), G-Dragon | Cson Gun (Jeon Goon) | Cson Gun (Jeon Goon) | 3:40      |           |           |           |           |
| 4.        | Just a Feeling                                                                            | Teddy                                                      | Teddy, Taeyang       | Teddy                | 3:36      |           |           |           |           |
| 5.        | You're My                                                                                 | Cson Gun (Jeon Goon), Cshö Gapvon (Choi Gap-Won),          | Cson Gun (Jeon Goon) | Cson Gun (Jeon Goon) | 2:48      |           |           |           |           |
| 6.        | Move (feat. Teddy Of 1TYM)                                                                | Kush                                                       | Teddy, Kush          | Kush                 | 4:03      |           |           |           |           |
| 7.        | Break Down                                                                                | Teddy                                                      | Teddy                | Teddy                | 4:02      |           |           |           |           |
| 8.        | After You Fall Asleep (feat. Swings) (니가 잠든 후에; Niga csamdun hue (Niga jamdeun hue) | G-Dragon, Swings                                           | G-Dragon, Choice37   | Choice37             | 3:46      |           |           |           |           |
| 9.        | Where U At                                                                                | Teddy                                                      | Teddy, Taeyang       | Teddy                | 3:48      |           |           |           |           |
| 10.       | Wedding Dress                                                                             | Teddy                                                      | Teddy, Taeyang       | Teddy                | 4:01      |           |           |           |           |
| 11.       | Take it Slow                                                                              | Taeyang                                                    | Taeyang, cat@lyst    | cat@lyst             | 4:08      |           |           |           |           |
| 38:04     |                                                                                           |                                                            |                      |                      |           |           |           |           |           |

| Deluxe | Deluxe                                                 | Deluxe | Deluxe | Deluxe | Deluxe | Deluxe | Deluxe | Deluxe | Deluxe |
| #      | Cím                                                    | Hossz  |        |        |        |        |        |        |        |
| ------ | ------------------------------------------------------ | ------ | ------ | ------ | ------ | ------ | ------ | ------ | ------ |
| 1.     | Solar (Intro)                                          | 1:01   |        |        |        |        |        |        |        |
| 2.     | Superstar                                              | 3:11   |        |        |        |        |        |        |        |
| 3.     | I Need a Girl (feat. G-Dragon)                         | 3:40   |        |        |        |        |        |        |        |
| 4.     | Just a Feeling                                         | 3:36   |        |        |        |        |        |        |        |
| 5.     | You're My                                              | 2:48   |        |        |        |        |        |        |        |
| 6.     | Move (feat. Teddy)                                     | 4:03   |        |        |        |        |        |        |        |
| 7.     | Break Down                                             | 4:02   |        |        |        |        |        |        |        |
| 8.     | After You Fall Asleep (feat. Swings)                   | 3:46   |        |        |        |        |        |        |        |
| 9.     | Where U At                                             | 3:48   |        |        |        |        |        |        |        |
| 10.    | Wedding Dress                                          | 4:01   |        |        |        |        |        |        |        |
| 11.    | Prayer (feat. Teddy (기도; Kido (Gido)))               | 3:37   |        |        |        |        |        |        |        |
| 12.    | Look at Me (나만 바라봐; Naman parabva (Naman Barabwa) | 3:55   |        |        |        |        |        |        |        |
| 13.    | Take It Slow                                           | 4:08   |        |        |        |        |        |        |        |
| 45:52  |                                                        |        |        |        |        |        |        |        |        |

| Taiwan Special Edition | Taiwan Special Edition               | Taiwan Special Edition | Taiwan Special Edition | Taiwan Special Edition | Taiwan Special Edition | Taiwan Special Edition | Taiwan Special Edition | Taiwan Special Edition | Taiwan Special Edition |
| #                      | Cím                                  | Hossz                  |                        |                        |                        |                        |                        |                        |                        |
| ---------------------- | ------------------------------------ | ---------------------- | ---------------------- | ---------------------- | ---------------------- | ---------------------- | ---------------------- | ---------------------- | ---------------------- |
| 1.                     | Solar (Intro)                        | 1:01                   |                        |                        |                        |                        |                        |                        |                        |
| 2.                     | Superstar                            | 3:11                   |                        |                        |                        |                        |                        |                        |                        |
| 3.                     | I Need a Girl (feat. G-Dragon)       | 3:40                   |                        |                        |                        |                        |                        |                        |                        |
| 4.                     | Just a Feeling                       | 3:36                   |                        |                        |                        |                        |                        |                        |                        |
| 5.                     | You're My                            | 2:48                   |                        |                        |                        |                        |                        |                        |                        |
| 6.                     | Move (feat. Teddy)                   | 4:03                   |                        |                        |                        |                        |                        |                        |                        |
| 7.                     | Break Down                           | 4:02                   |                        |                        |                        |                        |                        |                        |                        |
| 8.                     | After You Fall Asleep (feat. Swings) | 3:46                   |                        |                        |                        |                        |                        |                        |                        |
| 9.                     | Where U At                           | 3:48                   |                        |                        |                        |                        |                        |                        |                        |
| 10.                    | Wedding Dress                        | 4:01                   |                        |                        |                        |                        |                        |                        |                        |
| 11.                    | Take It Slow                         | 4:08                   |                        |                        |                        |                        |                        |                        |                        |
| 12.                    | Look at Me                           | 3:55                   |                        |                        |                        |                        |                        |                        |                        |
| 13.                    | Prayer (feat. Teddy)                 | 3:37                   |                        |                        |                        |                        |                        |                        |                        |
| 14.                    | Baby I'm Sorry                       | 4:06                   |                        |                        |                        |                        |                        |                        |                        |
| 45:52                  |                                      |                        |                        |                        |                        |                        |                        |                        |                        |

| 1. | Look At Me (videóklip) (kínai felirat)                                  |  |
| 2. | Wedding Dress (videóklip) (kínai felirat)                               |  |
| 3. | Where U At (videóklip) (kínai felirat)                                  |  |
| 4. | Prayer (featuring Teddy) (videóklip) (kínai felirat)                    |  |
| 5. | I Need a Girl (featuring G-Dragon) (videóklip) (kínai felirat)          |  |
| 6. | Look At Me (Solar Live version) (kínai felirat)                         |  |
| 7. | Prayer (featuring Teddy) (videóklip-készítés) (kínai felirat)           |  |
| 8. | Where U At (videóklip-készítés) (kínai felirat)                         |  |
| 9. | I Need a Girl (featuring G-Dragon) (videóklip-készítés) (kínai felirat) |  |

| International Edition | International Edition               | International Edition | International Edition | International Edition | International Edition | International Edition | International Edition | International Edition | International Edition |
| #                     | Cím                                 | Hossz                 |                       |                       |                       |                       |                       |                       |                       |
| --------------------- | ----------------------------------- | --------------------- | --------------------- | --------------------- | --------------------- | --------------------- | --------------------- | --------------------- | --------------------- |
| 1.                    | Solar (Intro)                       | 0:57                  |                       |                       |                       |                       |                       |                       |                       |
| 2.                    | Superstar                           | 3:14                  |                       |                       |                       |                       |                       |                       |                       |
| 3.                    | Prayer (feat, Teddy)                | 3:41                  |                       |                       |                       |                       |                       |                       |                       |
| 4.                    | I'll Be There (English version)     | 3:19                  |                       |                       |                       |                       |                       |                       |                       |
| 5.                    | Wedding Dress (English version)     | 4:07                  |                       |                       |                       |                       |                       |                       |                       |
| 6.                    | Connection (feat. Big Tone) (angol) | 3:31                  |                       |                       |                       |                       |                       |                       |                       |
| 7.                    | Move (feat. Teddy)                  | 3:53                  |                       |                       |                       |                       |                       |                       |                       |
| 8.                    | Where U At                          | 3:49                  |                       |                       |                       |                       |                       |                       |                       |
| 9.                    | I Need a Girl (featuring G-Dragon)  | 3:40                  |                       |                       |                       |                       |                       |                       |                       |
| 10.                   | Look at Me                          | 4:00                  |                       |                       |                       |                       |                       |                       |                       |
| 11.                   | Take It Slow                        | 4:22                  |                       |                       |                       |                       |                       |                       |                       |
| 12.                   | I'll Be There (koreai)              | 3:15                  |                       |                       |                       |                       |                       |                       |                       |
| 41:48                 |                                     |                       |                       |                       |                       |                       |                       |                       |                       |

| 1. | Prayer (feat. Teddy) (videóklip)           |  |
| 2. | Look at Me (videóklip)                     |  |
| 3. | Where U At (videóklip)                     |  |
| 4. | Wedding Dress (videóklip)                  |  |
| 5. | I Need a Girl (feat. G-Dragon) (videóklip) |  |
| 6. | I'll Be There (koreai) (videóklip)         |  |
| 7. | I'll Be There (angol) (videóklip)          |  |
| 8. | Így készült 1                              |  |
| 9. | Így készült 2                              |  |

## Slágerlista-helyezések
| Slágerlista      | Legmagasabb helyezés |
| ---------------- | -------------------- |
| Kaon (Gaon) heti | 1                    |
| Kaon (Gaon) havi | 3                    |
| Kaon (Gaon) éves | 70                   |